# Exilaulacus loculatus
Exilaulacus loculatus  (лат.) — ископаемый вид перепончатокрылых наездников рода Exilaulacus из семейства Aulacidae. Обнаружен в бирманском янтаре (сеноманский ярус, около 100 млн лет). Видовой эпитет происходит от латинского слова, означающего мелкую ячейку, по признаку очень мелкой первой медиокубитальной ячейки 1mcu переднего крыла.

## Описание
Мелкие перепончатокрылые наездники. Длина тела около 3,17 мм. Длина стебельчатого брюшка 1,65 мм. Усики 12-члениковые (длина 2,05 мм), скапус длиной 0,09 мм.  Мезосома короткая и высокая. Брюшко прикрепляется высоко на проподеуме груди.
Вид Exilaulacus loculatus был впервые описан по останкам в янтаре в 2018 году китайскими энтомологами L.F. Li, C.K. Shih и D. Ren. Включён в состав отдельного рода Exilaulacus Li, Shih & Ren.